# Gokler Antal
Gokler Antal (Zsombolya, 1859. január 17. – Temesvár, 1942. május 15.) pedagógiai író, művészeti író, karnagy. Gokler Gyula apja.

## Életútja
Középiskolai tanulmányait Szegeden és Hódmezővásárhelyen, a tanítóképzőt Csongrádon és Kiskunfélegyházán végezte. Német–magyar szakos tanári képesítést magánúton szerzett. Előbb Aninán és Zsombolyán tanított, majd Temesvárra került, ahol a polgári fiúiskola igazgatója lett. Nyelvgyakorló tankönyvek szerkesztője (1873–1908). Az Arany János Társaság tagja. Pedagógiai és zenei írásait temesvári, kolozsvári és brassói lapok közölték.
Huszonkét éven át (1905–27) vezette karnagyként a Temesvári Magyar Dalárdát, amely 1923-ban Kolozsvárt az országos dalosversenyen I. díjat nyert. Érdeme, hogy a kórus 1928-ban a Hágában megrendezett nemzetközi énekkari seregszemlén is I. díjat kapott. A Romániai Magyar Dalosszövetség főkarnagya (1928–39), a Magyar Dal munkatársa, a karnagyképző tanfolyamok előadója. A karvezetők számára írt módszertani útmutatója kéziratban.